# 율리야 가라예바
율리야 라빌리예브나 가라예바(러시아어: Ю́лия Рави́льевна Гара́ева, 1968년 7월 27일~)는 러시아의 전직 펜싱 선수로 주 종목은 에페이다. 1996년 하계 올림픽에서 여자 에페 단체전 동메달을 획득했고 세계 선수권 대회에서 동메달 1개를 획득했다.